# Terry McLaurin
Terry McLaurin (Indianapolis, 15 settembre 1995) è un giocatore di football americano statunitense che milita nel ruolo di wide receiver per i Washington Commanders della National Football League (NFL).

## Carriera

### Washington Commanders
McLaurin fu scelto nel corso del terzo giro (76º assoluto) del Draft NFL 2019 dai Washington Commanders. Debuttò nel primo turno contro i Philadelphia Eagles ricevendo 5 passaggi per 125 yard, incluso un touchdown da 69 yard. Due settimane dopo divenne il primo giocatore della storia a ricevere almeno cinque passaggi e un touchdown nelle prime tre gare in carriera. La sua prima stagione si chiuse con 58 ricezioni per 919 yard e 7 touchdown, venendo inserito nella formazione ideale dei rookie della Pro Football Writers Association. Nella sua seconda stagione salì a 87 ricezioni per 1.118 yard, con 4 touchdown.
Il 5 luglio 2022 McLaurin firmò un rinnovo contrattuale triennale del valore di 71 milioni di dollari. A fine stagione fu convocato per il suo primo Pro Bowl.
Nella settimana 9 della stagione 2024 McLaurin ricevette due touchdown dal quarterback rookie Jayden Daniels nella vittoria sui New York Giants. Nella settimana 13 segnò due touchdown nella vittoria per 42-19 sui Tennessee Titans. Nella settimana 15 divenne il primo wide receiver dei Commanders a raggiungere i dieci touchdown su ricezione in stagione da Gary Clark nel 1991. Nell'ultimo turno ricevette dal quarterback di riserva Marcus Mariota il touchdown della vittoria sui Dallas Cowboys a sei secondi dal termine. A fine stagione fu convocato per il suo secondo Pro Bowl e inserito nel Second-team All-Pro dopo avere segnato un nuovo record di franchigia di 13 touchdown su ricezione.

## Palmarès
- Convocazioni al Pro Bowl: 2

2022, 2024
- Second-team All-Pro: 1

2024
- PFWA All-Rookie Team - 2019